# Йеллоп, Фрэнк
Фрэнк Уо́лтер Йе́ллоп (англ. Frank Walter Yallop; род. 4 апреля 1964, Уотфорд, Англия) — канадский футболист и тренер английского происхождения.
Йеллоп родился в Уотфорде и провёл большую часть своей клубной карьеры в Англии, посвятив 13 лет и сыграв более 300 матчей за «Ипсвич Таун», в том числе он играл в первых трёх сезонах Премьер-лиги. Выступал в MLS за «Тампа-Бэй Мьютини». Представлял Канаду на международном уровне, провёл 52 матча за сборную Канады.

## Карьера игрока

### Клубная карьера
Несмотря на то, что Йеллоп вырос в Ванкувере, он никогда не играл в канадских клубах. На протяжении почти 20 лет он выступал в Англии и США. В 1983 году в возрасте 19 лет Йеллоп подписал профессиональный контракт с «Ипсвич Таун», где сыграл 385 матчей и забил 8 голов (во всех соревнованиях). Он вместе с клубом вылетел из первого дивизиона в 1986 году, но остался верен команде и помог ей повыситься в классе шесть лет спустя в новосозданную Премьер-лигу, где клуб оставался в течение трёх лет до повторного понижения. Йеллоп остался в клубе ещё на один сезон после этого.
В более поздние годы своей карьеры в «Ипсвиче» Йеллоп играл вместе с другим канадцем, голкипером Крейгом Форрестом.
Один из его восьми голов за «Трактор бойз» был забит в феврале 1993 года, «Ипсвич» обыграл победителя Премьер-лиги, «Манчестер Юнайтед», со счётом 2:1 на «Портмен Роуд», в результате этого «Ипсвич» занял четвёртое место в лиге и были надежды завоевать медали, но вместо этого последовал спад в форме, и «Ипсвич» финишировал 16-м.
После длительной карьеры в Англии Йеллоп вернулся в Северную Америку в 1996 году, когда подписал контракт с «Тампа-Бэй Мьютини» в рамках первого драфта MLS. После трёх сезонов с «Мьютини», в которых Йеллоп был в стартовом составе практически в каждой игре, он ушёл из профессионального футбола в конце сезона 1998 года.

### Карьера в сборной
Пропустив единственный чемпионат мира с участием Канады в 1986 году, Йеллоп дебютировал в сборной лишь в возрасте 26 лет в мае 1990 года в матче североамериканского чемпионата против Соединённых Штатов. Так как эта игра не была признана официальной, формально его дебют состоялся через несколько дней в том же турнире против Мексики. Он сыграл 52 матча, не забив ни разу. Он представлял Канаду в 27 матчах квалификации к чемпионату мира. Его последний международный матч состоялся в ноябре 1997 года в рамках отбора к чемпионату мира, соперником была Коста-Рика.

## Тренерская карьера
Йеллоп начал свою тренерскую карьеру в 1998 году с выставочной молодёжной командой Проект-40, с ним команды сыграла 5 матчей в рамках тура по Англии. После тура он стал помощником главного тренера «Тампа-Бэй Мьютини». В 2000 году он стал помощником главного тренера «Ди Си Юнайтед», Томаса Ронгена.
В 2001 году Йеллоп был назначен главным тренером «Сан-Хосе Эртквейкс», за два дня до супердрафта MLS. Во время межсезонья Йеллоп приобрёл Джеффа Эйгуса, Лэндона Донована, Дуэйна Де Розарио, Мэнни Лагоса, Рамиро Корралеса и Ронни Эклунда, а также нанял в качестве помощника Доминика Киннира. В свой первый год в Сан-Хосе Йеллоп выиграл свой первый чемпионат MLS.
В 2003 году «Эртквейкс» под руководством Йеллопа смогли выиграть свой второй титул чемпиона MLS.
Йеллоп был признан тренером 2001 года MLS.
В 2004 году Йеллоп стал главным тренером канадской сборной. В 2005 году на Золотом кубке КОНКАКАФ Канада, став третьей в группе, уступила по разнице мячей третьей команде из другой группы, Колумбии, которая выступала на турнире по приглашению. В том же году Йеллоп был введён в канадский футбольный Зал славы.

7 июня 2006 года Йеллоп ушёл в отставку с поста тренера национальной сборной, так как он был назначен новым главным тренером «Лос-Анджелес Гэлакси». «Гэлакси» не смог квалифицироваться в плей-офф в 2007 году, хотя Йеллопа защищал нападающий команды, Алан Гордон, он заявил: 
В этом нет вины Фрэнка. У нас было 11 парней, которые пришли и ушли через пару месяцев. У нас не было сыгранности. У нас была группа людей, которые пытались держаться и не унывать в беде.
 Йеллоп ушёл в отставку в ноябре 2007 года.
4 ноября 2007 года стало известно, что Йеллоп выкупил свой контракт с «Гэлакси», чтобы снова стать главным тренером «Сан-Хосе Эртквейкс» в сезоне 2008 года, его место занял голландец Рууд Гуллит. Под его руководством команда закончила регулярный сезон 2012 на первом месте в лиге, заработав трофей Supporters’ Shield. Йеллоп был во второй раз признан лучшим тренером года лиги. После плохих показателей команды в начале сезона 2013 Йеллоп покинул «Эртквейкс» 7 июня 2013 года по «обоюдному согласию».
31 октября 2013 года Йеллоп был назначен главным тренером и спортивным директором «Чикаго Файр». После того, как почти два сезона команда держалась в нижней части турнирной таблицы, 20 сентября 2015 года руководство решило уволить Йеллопа. Из 63 матчей его команда выиграла лишь 13.
23 декабря 2015 года Йеллоп подписал трёхлетний контракт с «Аризона Юнайтед».
7 июня 2017 года Йеллоп был представлен в качестве генерального менеджера новообразованного клуба USL «Фресно», вступающего в лигу в сезоне 2018.
29 июня 2020 года Йеллоп временно занял пост главного тренера клуба Чемпионшипа ЮСЛ «Лас-Вегас Лайтс» на оставшуюся часть сезона 2020.
22 апреля 2021 года было объявлено о назначении Йеллопа на должность главного тренера новообразованного клуба Чемпионшипа ЮСЛ «Монтерей-Бей», вступающего в лигу в сезоне 2022. Йеллоп и его помощник Рамиро Корралес были уволены 31 июля 2024 года.

## Достижения

### Игрок
«Ипсвич Таун»
- Чемпион Второго дивизиона Футбольной лиги: 1992

 «Тампа-Бэй Мьютини»
- Supporters’ Shield: 1996

### Тренер
«Сан-Хосе Эртквейкс»
- Обладатель Кубка MLS (2): 2001, 2003
- Supporters’ Shield: 2012
- Тренер года MLS (2): 2001, 2012